# Băndoiu
Băndoiu – wieś w Rumunii, w okręgu Braiła, w gminie Mărașu. W 2011 roku liczyła 421 mieszkańców.